# 哈尚丘奇格 (亞利桑那州)
哈尚丘奇格（英語：Hashan Chuchg）是位於美國亞利桑那州皮馬縣的一個非建制地區。該地的面積和人口皆未知。

## 地理
哈尚丘奇格的座標為31°34′02″N 111°46′22″W / 31.56722°N 111.77278°W，而該地的平均海拔高度為774米（即2539英尺）。